# پیاسکی پی‌ای-۹۷
پیاسکی پی‌ای-۹۷ (به انگلیسی: Piasecki PA-97) یک کشتی هوایی بادکنکی ترکیبی سنگین و آزمایشی بود که از گاز هلیم پُر می‌شد و به آسمان می‌رفت. پیشران این کشتی هوایی، چهار بالگرد سیکورسکی بودند. ایده بر آن بود تا بعنوان جرثقیل هوایی از آن بهره ببرند. تنها پیش‌نمونه تولید شده از این طرح، در یک آزمایش پرواز سقوط کرد که منجر به کشته شدن یکی از خلبانان آزمایش و زخمی شدن ۴ نفر دیگر شد. تنها یک نمونه از این کشتی بادکنکی ساخته شد. مهندسان طرح‌ها و ایده‌هایی داشتند که از آن بعنوان جرثقیل هوایی استفاده کنند و در نقاشی‌هایی که برای معرفی آن ارائه می‌کردند، در توان این محصول اغراق می‌نمودند.

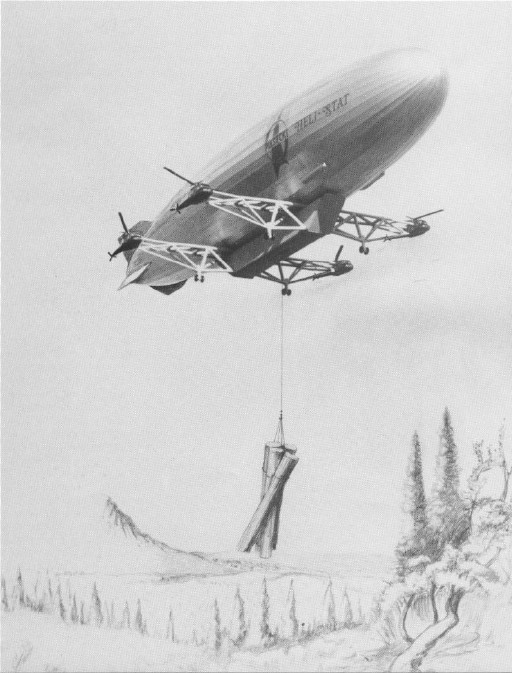
نقاشی خیالی از کارایی پی‌ای-۹۷

## پیش‌نمونه
در سال ۱۹۸۰ میلادی، سازمان جنگل‌داری ایالات متحده آمریکا به ارتش آمریکا سفارش ساخت یک جرئقیل هوایی را داد تا کُنده درختان را از زمین‌های سخت‌گذر بصورت هوایی به کارخانه چوب‌بری منتقل کنند. طرح بدین گونه بود که با ترکیب یک کشتی هوایی بادکنکی به نام بلیمپ کلاس ان و چهار فروند سیکورسکی اچ-۳۴ این جرثقیل را آماده کنند؛ بنابراین از یک کشتی هوایی قدیمی و فرسوده و چهار بالگرد قدیمی و بازنشسته استفاده کردند تا پروژه راه‌اندازی شود. مهندسان دُم‌های بالگردها را بُریدند و بالگردها را بر روی یک اسکلت آلومینیمی سوار کردند. برخی مهندسان در همان زمان دربارهٔ ساختار ضعیف این پروژه هشدار داده بودند و حتی گفتگوی دو نفر در پشت دوربین فیلمبرداری شنیده می‌شود که یکی از آنها می‌گفت:
«باید اعتراف کنم که این خلبان‌ها خیلی جگر دارند. راستش را بخواهی باید بگویم که ساختار این طرح خیلی افتضاح است!»
به‌هر حال آزمایش در روز ۲۶ آوریل سال ۱۹۸۶ انجام گرفت و به محض بلند شدن از زمین، یکی از بالگردها از نشیمن خود جدا شده و متلاشی شد و تراشه‌های آن به کشتی هوایی برخورد کرد و آن را سوراخ نمود. خلبان آن بالگرد جان سپرد ولی سه خلبان دیگر با موفقیت نجات یافتند.

## دلیل سقوط
دلیل سقوط بخاطر رویدادی رایج در بالگردها به نام ارتعاش زمین رخ داد؛ دلیل آن بود که لرزش‌های ناشی از کارکرد موتور بالگرد موجب بازشدن بَست‌های ساختار شده و یکی از بالگردها بر روی نشیمن خود شُل شده و لغزید که باعث شد ملخ بالگرد با ساختار آلومینیمی برخورد کند.
از آنجایی که این تنها نمونهٔ تولید شده بود، از آن به خوبی فیلمبرداری شد و از این رویداد همانند یک فیلم سینمایی محتوا تهیه شده‌است.